# Festival Internacional de la Cultura de Boyacá 2014
La 42.ª edición del Festival Internacional de la Cultura de Boyacá, celebrada en la ciudad colombiana de Tunja, tendrá lugar entre el 31 de octubre y el 8 de noviembre de 2014, para esta edición el Festival centra su accionar en los niños y, a través de ellos, encuentra los caminos certeros para alcanzar la paz. La niñez se constituye en emblema de esperanza, de futuros prósperos, de pensamientos renovados y de corazones abiertos al entendimiento. Los países invitados son Alemania y México y el Departamento invitado Nariño. Además este año contará con la participación de artistas con discapacidad.

## Eventos Destacados
| Día            | Nombre del Evento                    | Artistas                                   |
| -------------- | ------------------------------------ | ------------------------------------------ |
| 31 de octubre  | Acto Inaugural FIC                   | Artistas FIC                               |
| 1 de noviembre | Jóvenes y Pensamiento                | Los de Adentro - Mauricio Rivera           |
| 2 de noviembre | Boyacá Rock Fic                      | Bandas Nacionales y Regionales             |
| 3 de noviembre | Tablado, Flamenco, Tango y Chacarera | Luna Sureña - Nestor Moreno                |
| 4 de noviembre | Mujeres latinoamericanas             | Albita Rodríguez - Marta Gómez             |
| 5 de noviembre | Años Dorados de la Música Romántica  | Elio Roca - Polo Álvarez                   |
| 6 de noviembre | Folclor Mexicano                     | Mariachi Moderno                           |
| 7 de noviembre | La Noche de los Grandes              | La Negra Grande de Colombia - Pepe Sánchez |
| 8 de noviembre | Juanes en Concierto                  | Juanes - Los Tri-O                         |

## Artistas destacados
| País participante | Arte   | Artista-Evento          |
| ----------------- | ------ | ----------------------- |
| Colombia          | Música | Juanes                  |
| Colombia          | Música | Marta Gómez             |
| Cuba              | Música | Albita Rodríguez        |
| Argentina         | Música | Elio Roca               |
| Argentina         | Música | Luna Sureña             |
| Colombia          | Teatro | Alejandra Borrero       |
| Colombia          | Ballet | Academia Nouveau Soleil |
| Colombia          | Música | Los de Adentro          |
| Colombia          | Música | Los Tri-O               |